# Winnie Harlow
Chantelle Whitney Brown-Young (Mississauga, Ontario, 27 de julio de 1994), más conocida como Winnie Harlow, es una modelo canadiense de origen jamaiquina. Saltó a la fama como concursante de la vigesimoprimera temporada del programa de televisión America's Next Top Model. También es portavoz de la enfermedad de la piel llamada vitíligo.

## Primeros años
Winnie Harlow nació como Chantelle Brown-Young el 27 de julio de 1994 en Mississauga, Ontario, hija de Lisa Brown y Windsor Young.Es de ascendencia jamaicanay tiene dos hermanas.Se le diagnosticó vitíligo (enfermedad crónica caracterizada por la despigmentación de porciones de piel) a la edad de cuatro años, por lo que fue víctima de intimidación por parte de otros niños y, según se informa, fue llamada «vaca, cebra y toda clase de insultos» a lo largo de su infancia.El acoso verbal la llevó a cambiarse de escuela numerosas veces y a abandonar la escuela secundaria.

## Carrera

### Modelo
Harlow fue descubierta por la presentadora de America's Next Top Model, Tyra Banks, en Instagram, y posteriormente se convirtió en una de los catorce finalistas del ciclo 21 en 2014. Ella fue la primera y única canadiense en la historia de ANTM.Fue eliminada en la segunda semana de finalistas. Participó en una competición separada llamada la «serie de regreso», donde continuó participando en las sesiones de fotos del ciclo junto con los otros concursantes eliminados, en un esfuerzo por regresar al concurso. Después de completar la «serie de regreso», se reveló que ella había recibido la mayor puntuación promedio de votos del público, por lo que regresó a la competencia. Fue eliminada nuevamente en el episodio 13, quedando en el sexto puesto en general.

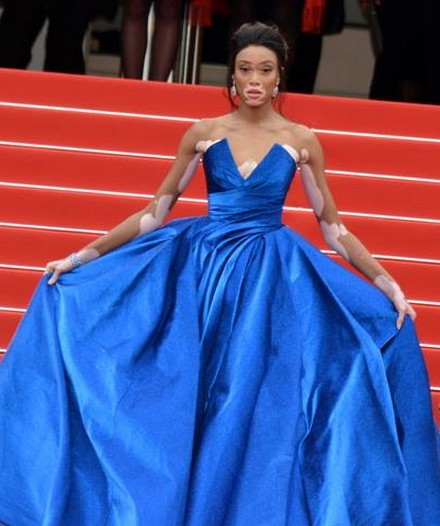
Harlow en el Festival de Cannes 2017.

Tras su eliminación de America's Next Top Model, Harlow trabajó como modelo para la marca de ropa española Desigual y se convirtió en representante oficial de la marca. En septiembre de 2014, realizó pases y firmó un contrato con la marca de ropa Ashish para su colección primavera/verano 2015 en la Semana de la Moda de Londres.Ha posado para revistas de moda como i-D y Dazed,y para el sitio web de moda Showstudio.com. En 2015, Harlow posó para la campaña primavera/verano de la marca de ropa italiana Diesel,rodada por el fotógrafo de moda británico Nick Knight.Posó también para las ediciones españolase italianasde la revista Glamour y apareció en la edición de agosto/septiembre de 2015 de la revista Complex. También fue presentada en el número de agosto de 2015 de Cosmopolitan.Fue presentada en el sitio web de Vogue Italia en una entrevista y en una sesión fotográfica. En agosto de 2015, Harlow filmó la portada y apareció en la edición de septiembre de la revista Ebony, donde apareció junto a la ex-concursante de America's Next Top Model, Fatima Siad.En 2016, Harlow formó parte de un anuncio publicitario para Sprite, y se presentó en una campaña para Swarovski. El mismo año, fue elegida como una de las 100 Mujeres de la BBC.

### Portavoz de la enfermedad del vitíligo
En julio de 2011, Harlow publicó un video de YouTube titulado «Vitíligo: una enfermedad de la piel, no un cambiador de vida», donde habló sobre la enfermedad y respondió a preguntas sobre su vida con vitíligo.En noviembre de 2014, Harlow habló en una presentación de TED, recordando su experiencia de vivir con vitíligo. En octubre de 2015, Harlow habló en el panel Dove Self-Esteem Project en la Cumbre Mundial de Mujeres 2015. Se le entregó el premio «Modelo ejemplar» en el evento GQ Hombre del Año 2015.

### Otros trabajos
Harlow ha aparecido en varios vídeos musicales, incluyendo «The One» de JMSN, «Guts Over Fear» de Eminem y «#WHERESTHELOVE» de The Black Eyed Peas. Por otra parte, fue uno de los muchos cameos notables en el «álbum visual» de Beyoncé, Lemonade.

## Filmografía

### Televisión
| Año  | Título                       | Notas                             |
| ---- | ---------------------------- | --------------------------------- |
| 2014 | Access Hollywood             | Episodio: «26 de junio de 2014»   |
| 2014 | America's Next Top Model     | 6º puesto en el ciclo 21          |
| 2015 | Prominent!                   | Episodio: «13 de febrero de 2015» |
| 2015 | Primetime: What Would You Do | Episodio: «Viernes, 12 de junio»  |

### Vídeos musicales
| Canción          | Año  | Artista                     | Referencia(s) |
| ---------------- | ---- | --------------------------- | ------------- |
| «The One»        | 2014 | JMSN                        | [ 28 ]        |
| «Guts Over Fear» | 2014 | Eminem ft. Sia              | [ 29 ]        |
| «Lemonade»       | 2016 | Beyoncé                     | [ 30 ]        |
| «Promises»       | 2018 | Sam Smith ft. Calvin Harris | [ 31 ]        |
| «Soltera»        | 2024 | Shakira                     | [ 32 ]        |

## Premios y nominaciones
| Año  | Organización                  | Premio           | Trabajo    | Resultado |
| ---- | ----------------------------- | ---------------- | ---------- | --------- |
| 2015 | Gala Spa Awards 2015          | Ídolo de belleza | Ella misma | Ganadora  |
| 2015 | Portuguese GQ Men of The Year | Modelo a seguir  | Ella misma | Ganadora  |

## Vida personal
Winnie mantiene una relación con el jugador de baloncesto Kyle Kuzma desde 2020. La pareja anunció su compromiso matrimonial en febrero de 2025 en redes sociales.